# جوزيف رايت جونيور
جوزيف رايت جونيور هو مجدف كندي، ولد في 28 مارس 1906 في تورونتو في كندا، وتوفي بنفس المكان في 7 يونيو 1981.

## وصلات خارجية
- جوزيف رايت جونيور على موقع الاتحاد الدولي للتجديف (الإنجليزية)
- جوزيف رايت جونيور على موقع اللجنة الأولمبية الدولية (الإنجليزية)
- جوزيف رايت جونيور على موقع أوليمبيديا (الإنجليزية)
- جوزيف رايت جونيور على موقع قاعة كندا للمشاهير الرياضية (الإنجليزية)